# Battleground (WWE)
Battleground è stato un evento in pay-per-view di wrestling organizzato annualmente dalla WWE tra il 2013 e il 2017.

## Edizioni
|  | Evento esclusivo del roster di SmackDown |

| Edizione        | Data           | Città       | Sede                  | Main event                                          |
| --------------- | -------------- | ----------- | --------------------- | --------------------------------------------------- |
| 2013 (Dettagli) | 6 ottobre 2013 | Buffalo     | First Niagara Center  | Daniel Bryan vs. Randy Orton                        |
| 2014 (Dettagli) | 20 luglio 2014 | Tampa       | Tampa Bay Times Forum | John Cena vs. Kane vs. Randy Orton vs. Roman Reigns |
| 2015 (Dettagli) | 19 luglio 2015 | Saint Louis | Scottrade Center      | Brock Lesnar vs. Seth Rollins                       |
| 2016 (Dettagli) | 24 luglio 2016 | Washington  | Verizon Center        | Dean Ambrose vs. Roman Reigns vs. Seth Rollins      |
| 2017 (Dettagli) | 23 luglio 2017 | Filadelfia  | Wells Fargo Center    | Jinder Mahal vs. Randy Orton                        |